# 烏魯阿拉

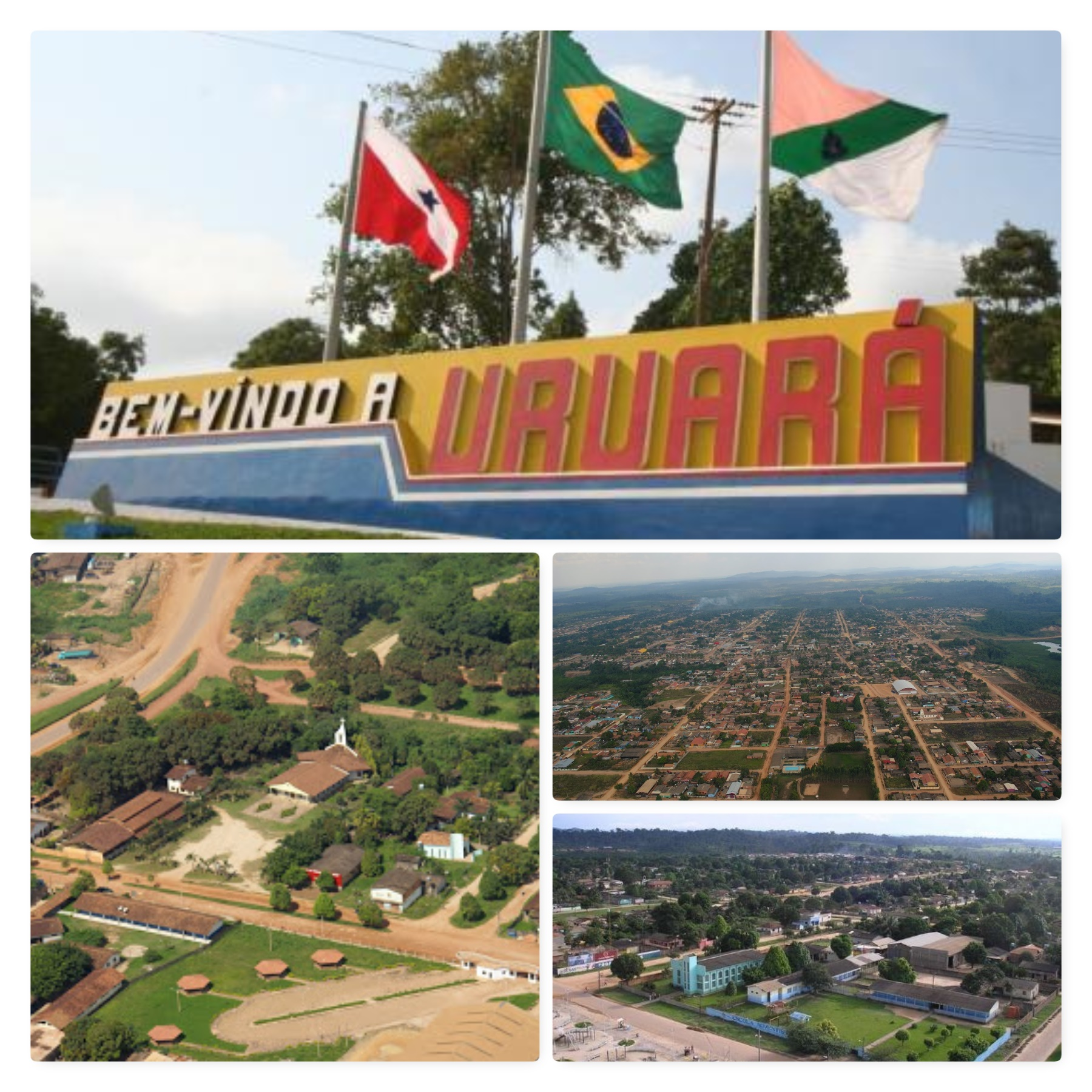
烏魯阿拉

烏魯阿拉（葡萄牙語：Uruará），是巴西的城鎮，位於該國北部，由帕拉州負責管轄，始建於1987年，面積10,791平方公里，海拔高度129米，2010年人口44,720，人口密度每平方公里4.14人。